# Maurice Lira
Pour les articles homonymes, voir Lira.
Pas d'image ? Cliquez ici

a Compétitions nationales et continentales officielles uniquement.

b Matchs officiels uniquement.
Maurice Lira, né le 30 avril 1941 à La Mure et mort le 25 janvier 1986 à La Voulte-sur-Rhône, est un joueur de rugby à XV, qui a joué avec l'équipe de France et le club de La Voulte. Il a évolué au poste de deuxième ligne, de troisième ligne centre ou de troisième ligne aile (1,93 m pour 97 kg).

## Carrière de joueur

### En club
- RC Matheysin (La Mure)
- La Voulte sportif
- AS Loriol

### En équipe nationale
Il a disputé son premier test match le 11 novembre 1962 contre l'équipe de Roumanie, et le dernier contre cette même équipe le 28 novembre 1965. Il compte 13 sélections en équipe de France pour la période 1962 à 1965.

### En son effigie
À La Mure, sa ville natale, un stade porte son nom (autrefois stade du Priolet) où évoluent les minimes, cadets, juniors et seniors du Rugby Club Matheysin, ainsi que le football et l'athlétisme. Le stade a une capacité de 200 places assises et de nouveaux vestiaires inaugurés en 2010 par Marc Lièvremont.

## Palmarès
Avec le La Voulte sportif
- Challenge de l'Espérance :
  - Vainqueur (2)  : 1962 et 1963
  - Finaliste (1) : 1964